# Tổng bộ Cảnh sát Israel

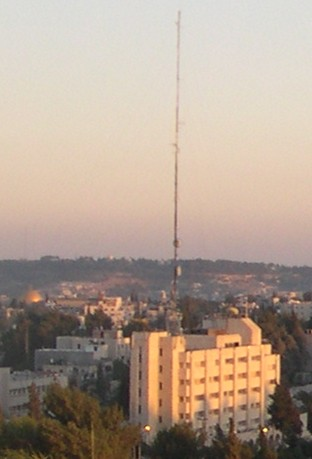
Tổng bộ Cảnh sát Israel

Tổng hành dinh quốc gia Cảnh sát Israel, hay Tổng bộ Cảnh sát Israel, là cơ quan lãnh đạo của Cảnh sát Israel, có trụ sở chính tại Jerusalem. Trong hai thập kỷ đầu tiên sau ngày lập quốc của Israel, cơ quan này đặt trụ sở tại Tel Aviv. Khi lực lượng cảnh sát Israel phát triển, trụ sở cũ rõ ràng không thể đáp ứng được nhu cầu làm việc của số lượng nhân viên đông đảo. Sau cuộc Chiến tranh 6 ngày, khi đó Israel đã kiểm soát được thành phố Jerusalem, một vị trí mới đã được lựa chọn ở Đông Jerusalem, giữa núi Scopus và một phần phía tây của thành phố. Xây dựng ban đầu, lần đầu tiên được lên kế hoạch trong thời gian Jordan như một bệnh viện, đã được thiết kế lại bởi kiến trúc sư Dan Eytan và khánh thành vào năm 1973, mà tại đó buộc một tòa nhà thứ hai và lớn hơn được bổ sung. Trụ sở Bộ An ninh Công cộng Israel sau đó cũng được xây dựng bên cạnh trụ sở Tổng hành dinh quốc gia Cảnh sát Israel.